# Plumularia vervoorti
Plumularia vervoorti är en nässeldjursart som först beskrevs av Eugène Leloup 1971.  Plumularia vervoorti ingår i släktet Plumularia och familjen Plumulariidae. Inga underarter finns listade i Catalogue of Life.